# جورج-باول فاغنر
جورج-باول فاغنر هو محامي وصحفي وسياسي فرنسي، ولد في 26 فبراير 1921 في الدائرة الثانية عشرة في باريس في فرنسا، وتوفي في 11 يونيو 2006 في باريس في فرنسا. نشط حزبياً في التجمع الوطني. وقد انتخب رئيس Association nationale des avocats ‏ (1974 – 1976) وانتخب رئيس Association professionnelle de la presse monarchique et catholique ‏ (2001 – 2006) وانتخب نائب فرنسي عن دائرة Yvelines constituency from 1986 to 1988 ‏ خلال فترته النيابية ‏ (2 أبريل 1986 – 14 مايو 1988).